# Trisectriz de Maclaurin

La trisectriz de Maclaurin mostrando la propiedad de trisecar el ángulo

En geometría, la trisectriz de Maclaurin es una curva cúbica notable por su propiedad de trisectriz, lo cual quiere decir que se puede usar para trisecar un ángulo. Se puede definir como el lugar geométrico de los puntos de intersección de dos rectas, girando cada una a una velocidad angular uniforme alrededor de puntos separados, de forma que la proporción de las velocidades de rotación sea de 1:3 y las líneas inicialmente coincidan con la línea entre los dos puntos. Una generalización de esta construcción se denomina una sectriu de Maclaurin. La curva se denomina en honor al matemático escocés  Colin Maclaurin, quien investigó la curva en 1742.

## Ecuaciones
Sean dos rectas que giran alrededor de los puntos {\displaystyle P=(0,0)} y {\displaystyle P_{1}=(a,0)}, de forma que cuando la recta que gira alrededor de {\displaystyle P} forme un ángulo de {\displaystyle \theta } con el eje x, la que gira en torno a {\displaystyle P_{1}} forme un ángulo {\displaystyle 3\theta }. Si el punto de intersección es {\displaystyle Q}, entonces el ángulo formado por las rectas en {\displaystyle Q} es {\displaystyle 3\theta }. Por el teorema de los senos

{\displaystyle {r \over \operatorname {sen} 3\theta }={a \over \operatorname {sen} 2\theta }}

así la ecuación en coordenadas polares es (realizando una traslación y una rotación)

{\displaystyle r=a{\frac {\operatorname {sen} 3\theta }{\operatorname {sen} 2\theta }}={a \over 2}{\frac {4\cos ^{2}\theta -1}{\cos \theta }}={a \over 2}(4\cos \theta -\sec \theta )}

La curva es por lo tanto un miembro de la familia de las concoides de De Sluze.
En coordenadas cartesianas la ecuación es

{\displaystyle 2x(x^{2}+y^{2})=a(3x^{2}-y^{2})}

Si el origen se traslada a {\displaystyle (a,0)}, entonces una deducción similar a la anterior muestra que la ecuación de la curva en coordenadas polares toma la forma

{\displaystyle r={\frac {a}{2\cos {\theta  \over 3}}}}

haciéndola un ejemplo de una epiespiral (un caracol con un bucle).

## La propiedad de trisección
Dado un ángulo {\displaystyle \phi }, se traza una recta desde {\displaystyle (a,0)} cuyo ángulo con el eje {\displaystyle x} es {\displaystyle \phi }. A continuación, se traza otra recta desde el origen hasta el punto donde la primera recta corta a la curva. Entonces, por la construcción de la curva, el ángulo entre la segunda recta y el eje {\displaystyle x} es {\displaystyle \phi /3}.

## Puntos notables y propiedades
La curva corta al eje {\displaystyle X} en el punto {\displaystyle 3a \over 2}, y tiene un punto doble en su origen. La recta vertical {\displaystyle x={-{a \over 2}}} es una asíntota. La curva corta la recta {\displaystyle x=a}, o el punto correspondiente a la trisección de un ángulo recto, en  {\displaystyle (a,{\pm {1 \over {\sqrt {3}}}a})}. Como una cúbica nodal, es de género cero.

## Relación con otras curvas
La trisectriz de Maclaurin se puede definir a partir de secciones cónicas de tres maneras. Específicamente:
- Es la inversa de la hipérbola respecto a la circunferencia de radio unidad

{\displaystyle 2x=a(3x^{2}-y^{2})}

- Es la cisoide de la circunferencia

{\displaystyle (x+a)^{2}+y^{2}=a^{2}}

y de la recta

{\displaystyle x={a \over 2}}

respecto al origen
- Es la curva podaría de la parábola respecto al origen

{\displaystyle y^{2}=2a(x-{\tfrac {3}{2}}a)}

Además:
- Es la inversa respecto al punto {\displaystyle (a,0)} de la trisectriz caracol.
- La trisectriz de Maclaurin se relaciona el con el folium de Descartes mediante una transformación afín.